# 남부해다람쥐
남부해다람쥐(Heliosciurus mutabilis)는 다람쥐과에 속하는 설치류의 일종이다. 말라위와 모잠비크, 탄자니아, 잠비아, 짐바브웨에서 발견된다. 자연 서식지는 아열대 또는 열대 기후 지역의 습윤 저지대 숲과 습윤 산지 숲, 고지대 초원이다.

## 아종
5종의 아종이 알려져 있다.
- H. m. mutabilis
- H. m. beirae
- H. m. chirindensis
- H. m. shirensis
- H. m. vumbae